# Higgsino
En physique des particules, le higgsino est une particule élémentaire hypothétique. Dans le cadre des théories de supersymétrie, c'est le superpartenaire du boson de Higgs.
Le higgsino est un fermion ; il fait partie des nombreux fermions de Dirac et est un isospin faible.